# Parel van Allah

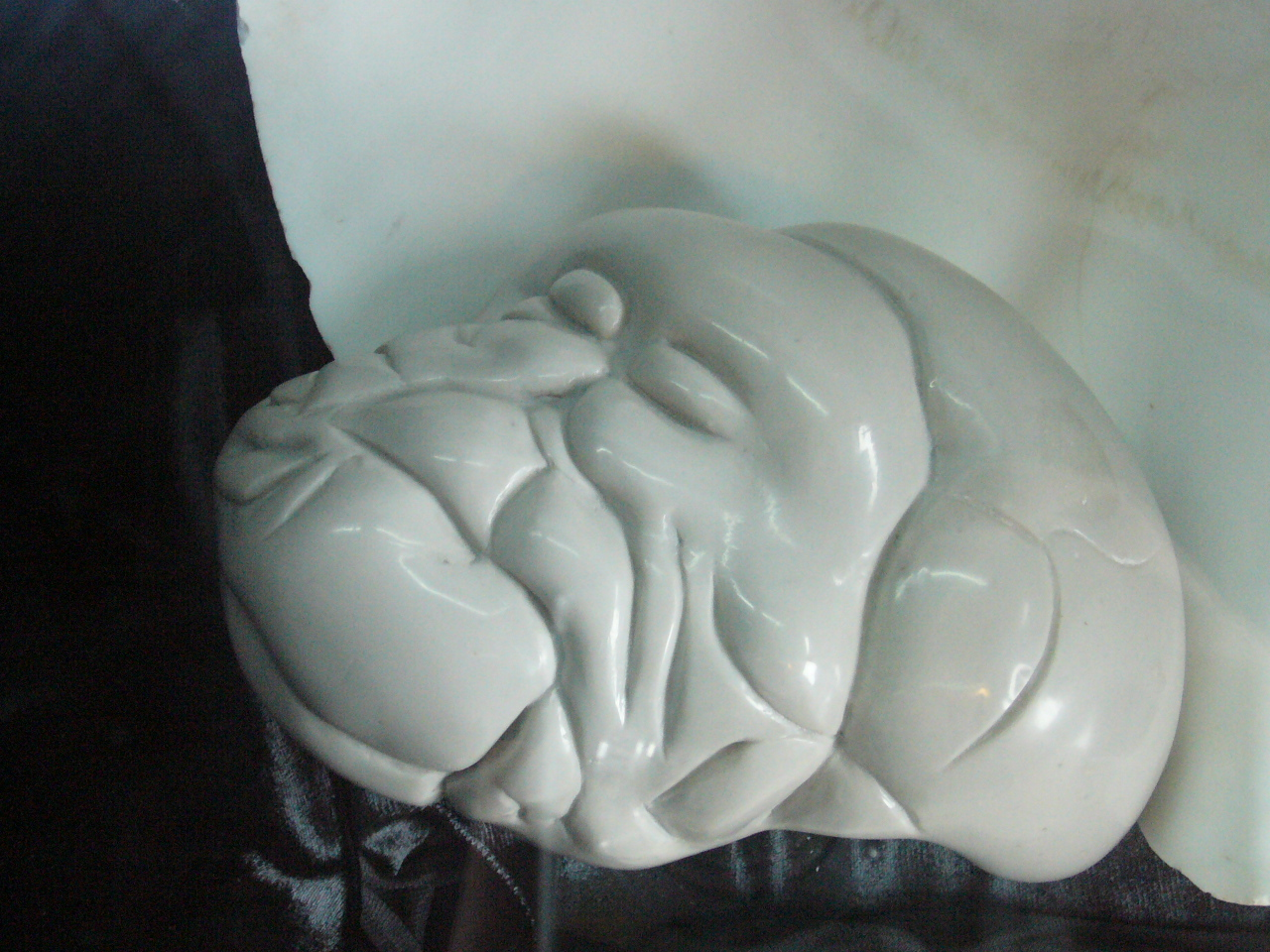
Kopie van de Parel van Laozi

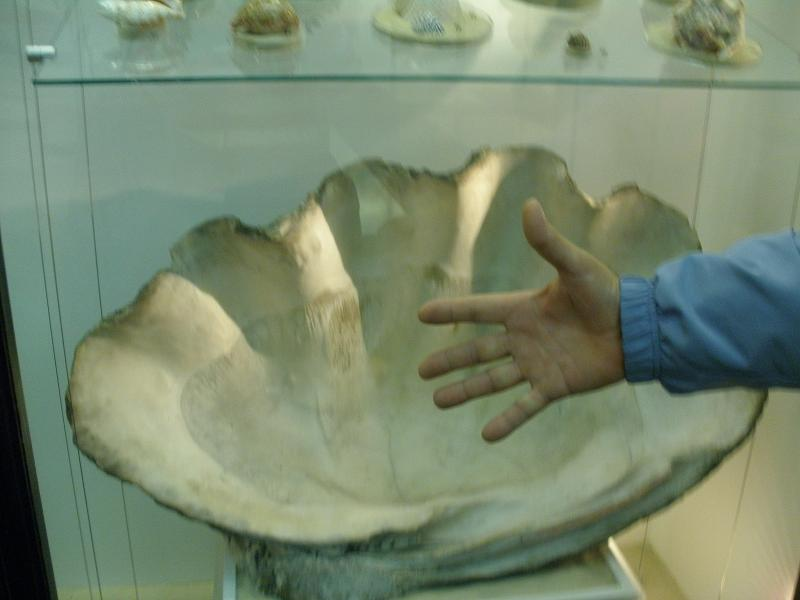
Een doopvontschelp met een hand om de schaal duidelijk te maken

De Parel van Laozi, ook wel Parel van Allah genoemd, is een grote, onregelmatige witte parel zonder glans. De parel van Laozi is zo groot, dat die niet als parel is te herkennen. De porseleinachtige parel heeft een diameter van 24 cm en weegt 6,4 kg. Dat maakt de parel, die niet geschikt is voor gebruik als sieraad, de tweede grootste parel ter wereld. De parel werd door een Filipijnse duiker gevonden in de Zee van Palawan, bij het eiland Palawan in de Filipijnen.
Deze Tridacna parel is het product van een Doopvontschelp, oftewel Tridacna gigas. Dat is een grote oester zonder parelmoer, het dier heeft zich door een soort kalk af te zetten op een lichaamsvreemd object in de schelp beschermd tegen de indringer of vervuiling. Deze materie, deze soort kalk, lijkt op porselein. De maximale leeftijd van de doopvontschelp ligt waarschijnlijk rond de honderd jaar. Zo kon zich een bijzonder grote parel vormen.
De namen zijn te danken aan de gelijkenis met een hoofd met tulband, geassocieerd met de profeet Mohammed, en met de pas in 1966 opgedoken legende dat zich binnen in de parel al duizenden jaren lang een amulet met een tekst van de Chinese filosoof Laozi zou bevinden. De parel zou steeds weer in een andere, steeds grotere oester zijn geplaatst om te groeien. Dat laatste verhaal, en ook de aanwezigheid van een amulet, is nergens bevestigd. Ook het verhaal dat de duiker die de parel in een grote doopvontschelp op de zeebodem vond omkwam omdat de schelp zich met kracht sloot lijkt een legende.
In 1939 was de parel eigendom van een stamhoofd van de Dajaks.
De parel is nu in het bezit van een Amerikaanse familie, die de merkwaardige vondst af en toe tentoon laat stellen. Daarbij worden hoge schattingen gegeven van de waarde, in 2007 was sprake van $ 93 miljoen, maar de kleinere maar verder vergelijkbare Prinses van Palawan, vond in 1993 geen koper toen de veilingmeester deze voor $ 300.000 inzette.
Van veel bijzonder kostbare parels is de geschiedenis niet met zekerheid bekend. Ze verdwenen soms decennia uit de publiciteit na veilingen of doordat ze werden gestolen. Zo zijn er legenden aan de parels verbonden.